# Aux portes du cauchemar
Aux portes du cauchemar (The Nightmare Room) est une série télévisée américaine en 13 épisodes de 20 minutes, créée par David Jackson et Ron Oliver, d'après la collection de livres du même nom de R. L. Stine (auteur aussi des Chair de poule), diffusée entre le 31 août 2001 et le 16 mars 2002 dans le bloc de programmation Kids' WB.
Au Québec, la série a été diffusée [Quand ?]sur Radio-Canada et en France, à partir du 19 octobre 2002 sur France 2, puis rediffusée sur Canal J dans Frisson J (2003 et 2004), sur Filles TV, puis à partir de septembre 2010 sur Canal J dans Dimension J,.

## Synopsis
Chaque épisode met en scène un adolescent confronté à un phénomène surnaturel plongé dans un monde où les pires cauchemars deviennent réalité.
Un garçon qui attire le mauvais sort, une poupée maléfique qui prend vie et harcèle son propriétaire, des mensonges qui deviennent réalité, des jeux qui tournent mal…

## Livres
Cette série télévisée est l'adaptation de certains livres de la collection éponyme pour la jeunesse Aux portes du cauchemar écrite par R. L. Stine, également auteur des Chair de poule, eux-mêmes adaptés en série télévisée Chair de poule dans les années 1990. Ces romans ont été écrits au début des années 2000.
La collection, composée de douze livres, a été traduite et publiée entièrement en France entre 2002 et 2004.
1. Ne m'oubliez pas ! (Don't Forget Me !, 2000) — publié en octobre 2002
2. Vestiaire no 13 (Locker 13, 2000) — publié en 2002
3. Le Mal est en moi (My Name is Evil, 2000) — publié en 2002
4. Double menteur (Liar, Liar, 2000) — publié en 2002
5. Quand l'avenir est écrit (Dear Diary, I'm Dead, 2000) — publié en 2002
6. Créatures (They Call Me Creature, 2001) — publié en 2003
7. Esprit, es-tu là ? (The Howler, 2001) — publié en 2003
8. Moi, Ténébria (Shadow Girl, 2001) — publié en août 2003
9. La Colonie fantôme (Camp Nowhere, 2001) — publié en janvier 2004
10. La Nuit des loups-garous (Full Moon Halloween, 2001) — publié en novembre 2003
11. Panique au collège (Scare School, 2001) — publié en mai 2004
12. Les Envahisseurs (Visitors, 2001) — publié en juillet 2004

Il existe aussi une collection The Nightmare Room Thrillogy composée de trois livres, Fear Games, What Scares You the Most? et No Survivors, qui n'a pas été éditée et publiée en français.
Certains de ces livres ont donc été adaptés en épisodes pour la série télévisée.

## Fiche technique
- Titre original : The Nightmare Room
- Titre français : Aux portes du cauchemar
- Création : David Jackson, Ron Oliver
- Scénario : R. L. Stine, d'après la série de livres Aux portes du cauchemar
- Musique : Kristopher Carter, Josh Kramon
- Production : Chris Castallo, Billy Crawford, Joe Davola, Dan Kaplow, Shelley Zimmerman
- Sociétés de production : Parachute Entertainment, Tollin/Robbins Productions, Warner Bros. Television
- Société de distribution : Warner Bros. Television
- Pays d'origine :  États-Unis
- Langue d'origine : anglais
- Chaîne d'origine : Kids' WB
- Nombre d'épisodes : 13 (1 saison)
- Genre : Série fantastique, horrifique, jeunesse, anthologie
- Durée : 20 minutes
- Dates de première diffusion :
  - États-Unis : 31 août 2001 sur Kids' WB
  - France : 19 octobre 2002 sur France 2
- Public : Tout public

## Accroche d'ouverture
Avant le début de chaque épisode, pendant le générique qui montre un enfant faisant des cauchemars, R. L. Stine (voix traduite en français par Pascal Renwick) ouvre la série en prononçant ces paroles : 

« Quand les lumières s'estompent, le monde réel glisse dans l'ombre... Votre chambre douillette devient le théâtre des frissons, vos peurs les plus profondes deviennent réalités... vous êtes dans un manège infernal, impossible de descendre en marche, ça tourne vite, de plus en plus vite, jusqu'à ce que le monde réel soit totalement flou. Je m'appelle R.L. Stine et je vous préviens : ne vous endormez pas... où vous serez piégés à tout jamais... aux portes du cauchemar »

Cependant, même en version originale, ce n'est pas l'auteur de la collection qui prononce ces paroles mais l'acteur James Avery qui interprète son rôle. C'est également ce dernier qui clôt chaque épisode de la série par une sorte de morale, toujours en interprétant R. L. Stine. James Avery est doublé par Pascal Renwick en français pour les paroles d'ouverture et les conclusions.
À noter aussi que juste avant le générique de la série, un message d'avertissement était parfois diffusé par la chaîne : « Attention, certaines images de cette série peuvent choquer la sensibilité des plus jeunes ».

## Distribution
Note : La majorité de la distribution de la série est composée de nombreux acteurs et actrices, ayant de nos jours (2018) plus ou moins une certaine notoriété. Ceux-ci faisant leur début d'acteur au moment de leur participation dans la série.
- Amanda Bynes (VF : Sylvie Jacob) : Danielle Warner (épisode 1)
- Shia LaBeouf (VF : Donald Reignoux) : Dylan Pierce (épisode 2)
- Tania Raymonde (VF : Noémie Orphelin) : Beth (épisode 2)
- Cole et Dylan Sprouse (VF : Jackie Berger) : Buddy (épisode 2)
- Justin Berfield (VF : Donald Reignoux) : Josh Ryan (épisode 4)
- Tippi Hedren (VF : Perette Pradier) : la sorcière (épisode 5)
- James Karen (VF : Jacques Richard) : Tobias Langley (épisode 6)
- Keiko Agena (VF : Yumi Fujimori) : Janet Bingnam (épisodes 6 et 7)
- Michael Galeota (en) (VF : Adrien Antoine) : Todd Rossi (épisodes 6 et 7)
- George O. Gore II (VF : Christophe Lemoine) : Frederick Goal (épisodes 6 et 7)
- Madeline Zima (VF : Magali Barney) : Alexis Hall (épisodes 6 et 7)
- Josh Zuckerman (VF : Hervé Rey) : Jeremy Clark (épisode 8)
- John C. McGinley (VF : Maurice Decoster) : Dr Young (épisode 8)
- Brenda Song (VF : Karine Foviau) : Tessa (épisode 10)
- Drake Bell (VF : Vincent Barrazoni) : Alex (épisode 10)
- Kaley Cuoco (VF : Laura Préjean) : Kristin Ferris (épisode 11)
- Allison Mack (VF : Edwige Lemoine) : Charlotte Scott (épisodes 12 et 13)
- Sam Jones III (VF : Fabrice Trojani) : Russell Buckins (épisodes 12 et 13)
- Brandon Quinn (VF : Emmanuel Garijo) : Ramos (épisodes 12 et 13)
- Frankie Muniz (VF : Donald Reignoux) : le fan de basketball (épisode 13)

## Épisodes
1. Ne m'oubliez pas ! (Don't Forget Me)
2. Un ami pour la vie (Scareful What You Wish For)
3. Esprit, es-tu là ? (The Howler)
4. Tel est pris qui croyait prendre (Tangled Web)
5. La Vie en jeu (Fear Game)
6. Le Fantôme de l'école (School Spirit)
7. Pleine Lune sur Halloween (Full Moon Halloween)
8. Double Vue (Four Eyes)
9. Vestiaire no 13 (Locker 13)
10. Quand l'avenir est écrit (Dear Diary, I'm Dead)
11. Le Mauvais Œil (My Name is Evil)
12. La Colonie fantôme, première partie (Camp Nowhere: Part One)
13. La Colonie fantôme, deuxième partie (Camp Nowhere: Part Two)

## Commentaires
- Huit des treize épisodes sont sortis en DVD aux États-Unis le 20 août 2002.
- En 2002, la série a été nommée pour un Emmy Award dans la catégorie du meilleur montage sonore.